# Phrurolithus szilyi
Phrurolithus szilyi is een spinnensoort uit de familie van de Phrurolithidae.
De wetenschappelijke naam van de soort werd in 1879 gepubliceerd door Ottó Herman.